# Coupe du Golfe des clubs champions 1991
Navigation
Manama 1989 Mascate 1992
La Coupe du golfe des clubs champions 1991 est la 8e édition de la Coupe du golfe des clubs champions. Elle a lieu à Doha au Qatar et regroupe au sein d'une poule unique les champions des pays du Golfe Persique ayant remporté leur championnat lors de la saison 1988-1989. Les clubs rencontrent une seule fois leurs adversaires. 

## Équipes participantes
6 équipes prennent part au tournoi :
- Al-Arabi - Champion du Koweit 1988-1989
- Al Nasr Riyad - Champion d'Arabie saoudite 1988-1989
- Bahrain Club - Champion du Bahrein 1988-1989
- Sharjah SC - Champion des Émirats arabes unis 1988-1989
- Al Nasr Salalah - Champion d'Oman 1988-1989
- Sadd Sports Club - Champion de Qatar 1988-1989

## Compétition
- Seul le classement final des équipes est connu.

| Rang | Équipe           | Pts | J | G | N | P | Bp | Bc | Diff |
| ---- | ---------------- | --- | - | - | - | - | -- | -- | ---- |
| 1    | Sadd Sports Club |     |   |   |   |   |    |    |      |
| 2    | Sharjah SC       |     |   |   |   |   |    |    |      |
| 3    | Al Nasr Riyad    |     |   |   |   |   |    |    |      |
| 4    | Bahrain Club     |     |   |   |   |   |    |    |      |
| 5    | Al-Arabi         |     |   |   |   |   |    |    |      |
| 6    | Al Nasr Salalah  |     |   |   |   |   |    |    |      |

| Coupe des clubs champions du golfe Persique Sadd Sports Club 1er titre |